# Death Grips
Death Grips est un groupe de hip-hop américain, originaire de Sacramento en Californie. La musique du groupe est considérée comme un mélange de punk rock, de hip-hop et musique bruitiste. Il commercialise sa mixtape, Exmilitary, en avril 2011, suivi de deux albums studio en 2012, The Money Store en avril, et No Love Deep Web en octobre, ainsi qu'un troisième album en novembre 2013, intitulé Government Plates. Leurs enregistrements sont positivement accueillis ; The Money Store est classé à la 9e place du classement Best 50 Albums de Pitchfork en 2012,.
Le 2 juillet 2014, ils annoncent la fin du groupe via leur page Facebook, partiellement du fait qu'ils ont tendance à malmener leurs fans. Cependant, le 13 février 2015, le groupe poste plusieurs vidéos sur son compte YouTube, indiquant qu'une future réunion est possible ; le 19 mars 2015, le groupe se reforme, puis annonce une tournée. Le groupe sort l'album Bottomless Pit en mai 2016. Leur sixième album studio intitulé Year of the Snitch est annoncé en mars 2018.

## Biographie

### Formation etExmilitary(2010–2011)
Death Grips se forme à Sacramento, Californie, aux États-Unis le 25 décembre 2010 par Zach Hill (en) et Stefan Burnett (en), vivant tous les deux dans la même rue. Burnett a auparavant étudié l'art à la Hampton University de Virginie et s'est impliqué dans un projet de « rap très expérimental » avec son frère.
Le groupe fait paraître son premier single et son premier clip, Full Moon (Death Classic), le 8 mars 2011. Le 26 avril de la même année, Death Grips sort une mixtape intitulée Exmilitary, dont NBC NewYork.com en dit que l'écoute est « intense et sombre. »

### The Money StoreetNo Love Deep Web(2011–2012)

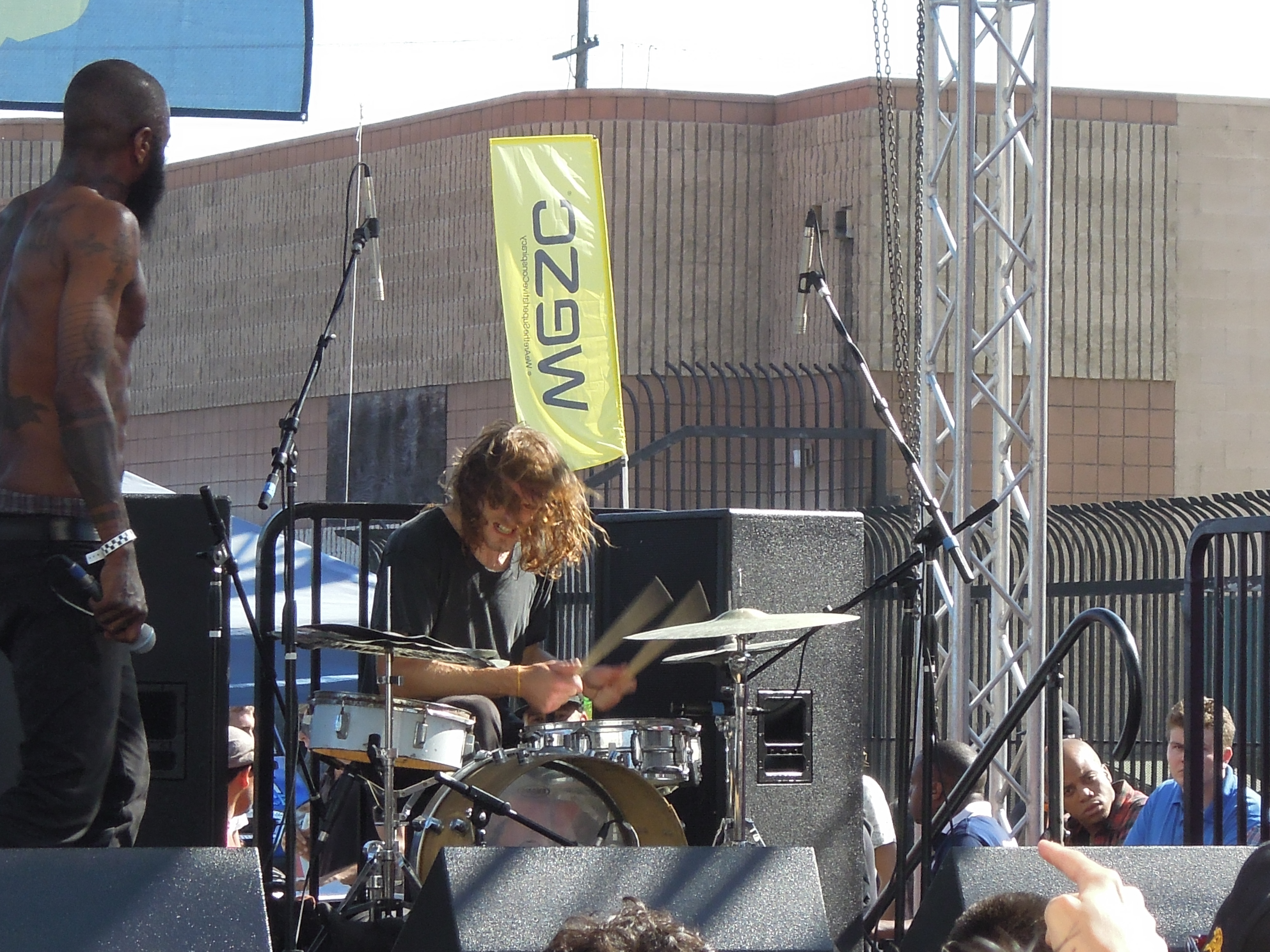
Stefan Burnett (à gauche) et Zach Hill (à droite), sur scène en août 2011.

Le 27 février 2012, Death Grips signe au label Epic Records, sous les recommandations de la future vice-présidente du label, à cette période, Angelica Cob-Baehler, et annonce deux nouveaux albums en 2012. Le premier album, The Money Store est commercialisé le 21 avril 2012, et les titres Blackjack, Get Got et The Fever (Aye Aye) sont commercialisés séparément en tant que singles. Des vidéoclips sont diffusés pour ces trois titres,,. En mai, le groupe programme une tournée pour la promotion de l'album The Money Store, mais l'annule peu après pour se focaliser sur l'enregistrement de son second album en 2012, ce qui a rendu furieux les fans et le label. Il passe les quatre mois suivants à se consacrer à son album, No Love Deep Web à Sacramento. Durant cette période, le groupe remixe deux morceaux de Björk, Sacrifice et Thunderbolt, sur l'album Biophilia Remix Series après avoir fait paraître deux titres ; @deathgripz, une piste non-parue sur The Money Store nommée d'après leur compte Twitter, partie intégrante des Adult Swim Singles Program 2012 commercialisés le 10 septembre et le titre True Vulture Bare, paru le 29 septembre, mis en ligne sur YouTube. Une vidéo de cette piste est présentée en animation et réalisée par Galen Pehrson. Ce projet a été créé par le Museum of Contemporary Art in Los Angeles.
Le 1er octobre, le groupe met en ligne ses pistes via un site Internet dont le lien a été envoyé sur Twitter, Soundcloud, et de nombreux services de partage comme BitTorrent,. Cela serait sans doute dû au fait que leur label ne s'occupait de leur album qui devait être commercialisé en 2013. La jaquette de l'album est une photo du pénis en érection du batteur Zach Hill où le nom de l'album est inscrit au marqueur. Le groupe est renvoyé d'Epic Records le 1er novembre à la suite de cet incident, et également à la suite de courriels privés qui auraient été mis en ligne sur Facebook. En mars 2013, le groupe diffuse une série de vidéoclips sur leur compte YouTube, intitulée No Hands. Le 20 mars 2013, un vidéoclip de Lock Your Doors, diffusé lors d'un live show sur SXSW, est mis en ligne. Zach Hill ne se présente physiquement pas au show, mais joue de la batterie via Skype. Le 19 novembre 2013, No Love Deep Web est distribué sous formats vinyle et CD par Harvest Records, et sur Spotify.

### Government Plateset séparation supposée (2013–2014)
Le 10 mai 2013, il est annoncé que Hill se focalise sur l'écriture et la réalisation d'un film. Death Grips serait impliqué dans la bande originale du film. Hill serait également en train de travailler sur un nouvel album de Death Grips. Le 8 juillet, il est annoncé que Death Grips a lancé son propre label indépendant, Third Worlds. Le label a été créé par « une relation unique avec Harvest/Capitol. »
Death Grips est programmé pour jouer au Lollapalooza de Chicago le samedi 3 août 2013, mais la performance est annulée à la suite de l'absence du groupe la nuit précédente au Bottom Lounge (en). Les fans au Bottom Lounge ont détruit les instruments du groupe après avoir été informés de l'annulation,. Leur performance au festival Osheaga de Montréal, Québec, le samedi 4 novembre 2013, a également été annulée.
Le 19 janvier 2014, Zach Hill annonce un nouvel album, suivi d'une tournée. Le 8 juin 2014, Death Grips annonce un double album intitulé The Powers That B, ainsi qu'un premier disque, Niggas on the Moon. Le second disque est annoncé sous le titre Jenny Death, accompagné d'un album complet publié par Harvest Records/Third Worlds programmé pour 2014. Le 2 juillet 2014, Death Grips annonce officiellement la séparation du groupe sur Facebook.

### Post-séparation,Fashion Week, etThe Powers that B(2014–2015)
Le 10 octobre 2014, Death Grips annonce avoir complété The Powers That B via leur site web et page Facebook. Une chanson extraite de Jenny Death (deuxième partie de The Powers That B), intitulée Inanimate Sensation est publiée le 9 décembre 2014.
Le 13 février 2015, Death Grips publie une nouvelle vidéo sur YouTube. Le 6 mars, un mystérieux compte Twitter supposément créé par le groupe (@bbpoltergiest), prévoit la sortie de The Powers That B pour le 31 mars.
Le 6 mai 2015, Death Grips est annoncé en tête d'affiche du FYF Fest 2015 de Los Angeles. Ils se joignent aux groupes Frank Ocean, Toro y Moi, et Run The Jewels, entre autres. Le 4 juin 2015, l'album I've Always Been Good at True Love des I.L.Y's est publié sur le site des Death Grips. aucune autre information ne filtre du groupe. Le 7 juin 2015, le groupe publie un clip de leur chanson The Powers That B extraite de Jenny Death.

### Bottomless Pit(depuis 2016)
Le 21 octobre 2015, le groupe annonce sur leur site et sur leur chaine YouTube, la préparation d'un nouvel album qui s'intitulera Bottomless Pit.
Le 6 février 2016, le clip Hot Head est publié sur la chaine YouTube de Death Grips. La vidéo, dans la description de laquelle est ajouté un lien pour télécharger gratuitement la chanson, présente un écran noir sur lequel est ajouté la piste sonore. Le 13 mars 2016, le groupe publie la vidéo  Death Grips Interview 2016 sur sa chaine YouTube. Bien que la vidéo montre une interview, l'audio ne laisse pas entendre les dialogues qui sont remplacés par des pistes de musique. Les pistes sont publiées sur le Soundcloud et vendues sous la forme de cassettes audio limitées à 500 exemplaires en tant que l'EP Interview 2016. Le 18 mars 2016, des images de la pochette de l'album Bottomless Pit ainsi que la liste des enregistrements présents sur l'album sont publiés par le groupe.
Le 19 avril 2016, le groupe annonce la sortie de la version digitale ainsi que le début des précommandes physiques en CD et vinyle de l'album Bottomless Pit pour le 6 mai. Les paroles de l'album sont révélées au même moment. Le 29 avril, un utilisateur de Reddit découvre que les chansons sont déjà sur Soundcloud mais en mode privé. Un autre utilisateur parvient à trouver une faille pour télécharger les chansons et il les partage sur Reddit. Le 6 mai, l'album sort et est publié sur la plateforme Youtube. Le 31 mai, la chanson More than the Fairy est publiée par le groupe.

### Year of the Snitch(depuis 2018)
Le 22 mars 2018, Death Grips annonce sur les réseaux sociaux le titre de leur prochain album, Year of the Snitch.

## Discographie

### Albums studio
- 2012 : The Money Store
- 2012 : No Love Deep Web
- 2013 : Government Plates
- 2015 : The Powers That B
- 2016 : Bottomless Pit
- 2018 : Year of the Snitch

### Mixtape
- 2011 : Exmilitary

### EP
- 2011 : Death Grips
- 2016 : Interview 2016
- 2017 : Steroids (Crouching Tiger Hidden Gabber Megamix)
- 2019 : Gmail and the Restraining Orders

### Singles
- 2011 : Full Moon (Death Classic)
- 2011 : Guillotine
- 2012 : Get Got
- 2012 : The Fever (Aye Aye)

### Clips
- 2011 : Full Moon (Death Classic)
- 2011 : Lord of the Game
- 2011 : Culture Shock
- 2011 : Guillotine
- 2011 : Spread Eagle Cross the Block
- 2011 : Takyon (Death Yon)
- 2011 : Beware
- 2011 : Known for It
- 2012 : Blackjack
- 2012 : Get Got
- 2012 : The Fever (Aye Aye)
- 2012 : I've Seen Footage
- 2012 : Hustle Bones
- 2012 : Double Helix
- 2014 : Inanimate Sensation
- 2015 : On GP
- 2016 : Hot Head
- 2016 : Interview 2016
- 2016 : Giving Bad People Good Ideas
- 2016 : Eh
- 2018 : Streaky
- 2018 : Flies
- 2018 : Shitshow